# Ugo Piatti

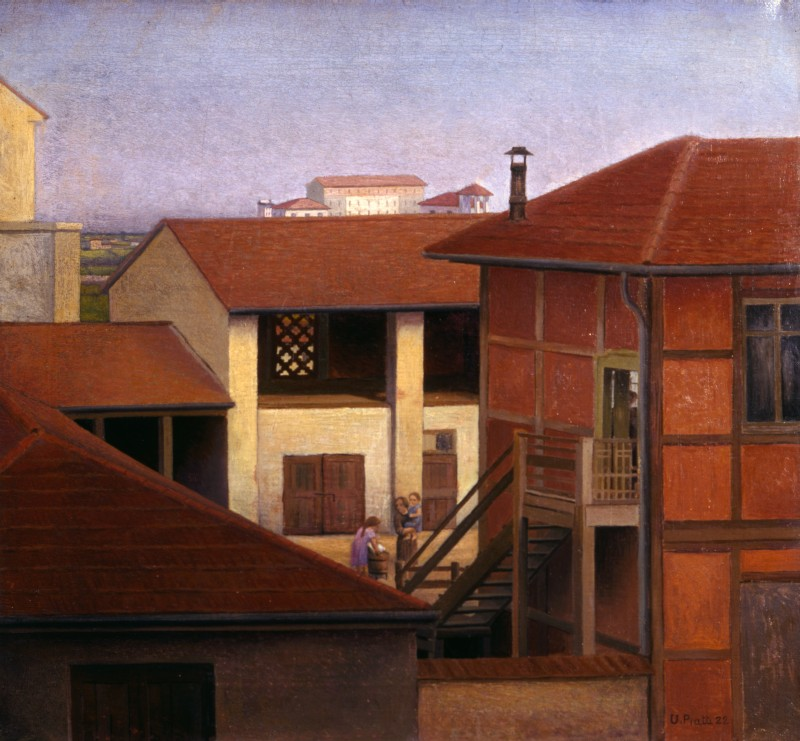
Paesaggio, 1922 Fondazione Cariplo

Ugo Piatti (ur. 1888 w Mediolanie, zm. 1953 tamże) – włoski malarz. 

## Biografia
Od 1903 uczęszczał do Akademii Brera. W latach 10. XX wieku wszedł w kręgi mediolańskich futurystów, współpracując z Luigim Russolo nad budową generatorów hałasu intonarumori (choć w oryginalnym patencie pojawia się tylko nazwisko Russolo). Nazwisko Piattiego pojawia się też na plakacie pierwszego koncertu intonarumori w Teatro dal Verme w Mediolanie w 1914. 
Poznając Margheritę Sarfatti w latach 20. zbliżył się do nurtu Novecento. 
W 1924 wystawił się na XIV Międzynarodowej Wystawie Sztuki w Wenecji i uczestniczył w pierwszej i drugiej wystawie Novecento w Mediolanie (w 1926 i 1929). 
W 1935 Gmina Mediolan kupiła jedną z jego prac do galerii sztuki współczesnej Galleria d'Arte Moderna.  
W 1938 zorganizował osobistą wystawę w Galerii Pesaro. 